# Etničke grupe Otoka Turks i Caicos
Etničke grupe Otoka Turks i Caicos, 26,000 stanovnika (UN Country Population; 2008)
- Angloamerikanci 900
- Britanci 50
- Haićani	5,400
- Turks i Caicos otočani 18,000	
  - Ostali 1.000, razni pojedinci